# Operación Amoy
La Operación Amoy (en chino: 廈門戰鬥) fue parte de la campaña de Japón durante la segunda guerra sino-japonesa para bloquear a China y evitar que se comunicara con el mundo exterior e importara las armas y los materiales necesarios. El control de la isla de Xiamen proporcionaría una base para hacer más efectivo el bloqueo de la provincia de Fujian.
Al igual que la Operación Cantón, la Operación Amoy fue supervisada por Kōichi Shiozawa (1881-1943), quien fue el comandante en jefe de la 5.ª Flota durante la segunda guerra sino-japonesa (1937-1945). Los buques de guerra de la flota bombardearon la ciudad para cubrir el desembarco de más de 2.000 soldados japoneses. Los defensores de la ciudad, mal equipados, se vieron obligados a retirarse y trasladarse a Sung-yu. El bloqueo tuvo éxito, por lo que la capacidad de contraataque de China quedó efectivamente paralizada.